# Luna 22
Luna 22 (em russo: Луна que significa lua), ou Luna E-8LS No.2, identificada pela NASA como 1974-037A, foi a segunda missão usando a plataforma E-8LS, para o Programa Luna (um projeto soviético), tinha como objetivos, a obtenção de imagens da superfície lunar, com um sistema especializado de câmeras de TV e um sofisticado sistema de orientação e rastreamento, e também estender o estudo sistemático dos campos gravitacionais e concentração de massas, além do estudo de radiações e ventos solares.

## A espaçonave
A espaçonave Luna 22, do tipo E-8LS, consistia de dois estágios integrados: um estágio básico semelhante ao anteriores e um de instrumentação montado sobre o primeiro:
- O estágio básico era um cilindro montado sobre um conjunto de tanques esféricos sem os trens de pouso, um motor principal e jatos auxiliares para atuar durante as manobras de entrada e manutenção em órbita.
- O estágio de instrumentação tinha o formato semelhante ao do rover Lunokhod (como uma banheira, só que sem as rodas), que abrigava toda a instrumentação científica em ambiente pressurizado.

## A missão

### Lançamento
O lançamento da Luna 22, ocorreu em 29 de Maio de 1974 as 08:57:00 UTC, através de um foguete Proton-K, a partir da plataforma 81/24 do Cosmódromo de Baikonur que a levou a uma órbita de espera intermediária e em seguida impulsionada em direção à Lua.

### Percurso e órbita
Depois de uma única manobras de correção de curso realizada na sua rota para a Lua em 30 de Maio, a Luna 22 entrou em órbita lunar em 2 de Junho de 1974. Os parâmetro iniciais da órbita lunar eram: 219 x 222 km a 19,35° de inclinação.

### A pesquisa
Logo depois de entrar em órbita, a espaçonave deu início a sua missão principal, fornecendo imagens panorâmicas da superfície lunar. Complementadas por outros experimentos científicos sobre a forma e a força do campo gravitacional da Lua e localização de massas. Estudos adicionais dos ventos solares foram conduzidos. A Luna 22 continuou em operação sem nenhum problema, retornando imagens quinze meses depois do início da missão.
Apesar da sua missão primária ter se encerrado em 2 de Abril de 1975, o seu combustível para ajustes orbitais só terminou em 2 de Setembro. As operações foram oficialmente encerradas no início de Novembro de 1975, depois de 521 dias de missão e mais de 3.800 órbitas ao redor da Lua.